# Pegoscapus lopesi
Pegoscapus lopesi är en stekelart som först beskrevs av Mangabeira Filho 1937.  Pegoscapus lopesi ingår i släktet Pegoscapus och familjen fikonsteklar. Inga underarter finns listade i Catalogue of Life.